# Оділон Коссуну
Оділон Коссуну (фр. Odilon Kossounou, нар. 4 січня 2001, Абіджан) — івуарійський футболіст, центральний захисник німецького клубу «Баєр 04» і національної збірної Кот-д'Івуару. На умовах оренди грає за «Аталанту».

## Клубна кар'єра
Народився 4 січня 2001 року в Абіджані. Вихованець футбольної школи місцевого «АСЕК Мімозас».
У січні 2019 року, після виповнення йому 18 років, приєднався до шведського «Гаммарбю», а вже за декілька місяців габаритного африканця запросив до своїх лав бельгійський «Брюгге». 
В сезоні 2019/20 використовувся як гравець резерву «Брюгге», взявши участь лише в семи іграх переможної для команди національної першості. Наступного сезону почав отримувати більше ігрової практики в клубі.
12 листопада 2023 року в матчі проти «Уніона» забив свій перший гол в Бундеслізі.

## Виступи за збірну
Восени 2020 року дебютував в офіційних матчах у складі національної збірної Кот-д'Івуару.
| Дата       | Місто         | Господарі   | Результат | Гості        | Турнір                                        | Голи | Примітки |
| ---------- | ------------- | ----------- | --------- | ------------ | --------------------------------------------- | ---- | -------- |
| 8-10-2020  | Брюссель      | Бельгія     | 1 – 1     | Кот-д'Івуар  | товариський матч                              | -    | 70'      |
| 13-10-2020 | Утрехт        | Японія      | 1 – 0     | Кот-д'Івуар  | товариський матч                              | -    |          |
| 12-11-2020 | Абіджан       | Кот-д'Івуар | 2 – 1     | Мадагаскар   | Відбір до Кубка африканських націй 2021       | -    | 79'      |
| 17-11-2020 | Туамасіна     | Мадагаскар  | 1 – 1     | Кот-д'Івуар  | Відбір до Кубка африканських націй 2021       | -    |          |
| 5-6-2021   | Абіджан       | Кот-д'Івуар | 2 – 1     | Буркіна-Фасо | товариський матч                              | -    | 46'      |
| 11-6-2021  | Кейп-Кост     | Гана        | 0 – 0     | Кот-д'Івуар  | товариський матч                              | -    |          |
| 3-9-2021   | Мапуту        | Мозамбік    | 0 – 0     | Кот-д'Івуар  | Відбір до ЧС 2022                             | -    |          |
| 6-9-2021   | Абіджан       | Кот-д'Івуар | 2 – 1     | Камерун      | Відбір до ЧС 2022                             | -    |          |
| 8-10-2021  | Совето        | Малаві      | 0 – 3     | Кот-д'Івуар  | Відбір до ЧС 2022                             | -    |          |
| 13-11-2021 | Котону        | Кот-д'Івуар | 3 – 0     | Мозамбік     | Відбір до ЧС 2022                             | -    |          |
| 16-11-2021 | Яунде         | Камерун     | 1 – 0     | Кот-д'Івуар  | Відбір до ЧС 2022                             | -    | 46'      |
| 16-1-2022  | Дуала         | Кот-д'Івуар | 2 – 2     | Сьєрра-Леоне | Кубок африканських націй 2021 - груповий етап | -    | 90+2'    |
| 20-1-2022  | Дуала         | Кот-д'Івуар | 3 – 1     | Алжир        | Кубок африканських націй 2021 - груповий етап | -    |          |
| 25-3-2022  | Марсель       | Франція     | 2 – 1     | Кот-д'Івуар  | товариський матч                              | -    | 68'      |
| 9-6-2022   | Совето        | Лесото      | 0 – 0     | Кот-д'Івуар  | Відбір до Кубка африканських націй 2023       | -    | 46'      |
| 24-9-2022  | Ле-Петі-Кевії | Кот-д'Івуар | 2 – 1     | Того         | товариський матч                              | -    |          |
| Усього     |               | Матчів      | 16        |              | Голів                                         | 0    |          |

## Титули і досягнення
Клубні
- Чемпіон Бельгії (2):

«Брюгге»: 2019-20, 2020-21
- Володар Суперкубка Бельгії (1):

«Брюгге»: 2021
- Чемпіон Німеччини (1):

«Баєр 04»: 2023–24
- Володар Кубка Німеччини (1):

«Баєр 04»: 2023–24
- Володар Суперкубка Німеччини (1):

«Баєр 04»: 2024
Збірні
- Переможець Кубка африканських націй: 2024